# Каннонир, Колин
Колин Даррен Каннонир (англ. Colin Darren Cannonier, род. 22 мая 1973, Бастер) — профессор экономики из Сент-Китса. Колин также известен своей спортивной карьерой, включавшей игру в крикет за Подветренные острова и клубный футбол в Премьер-дивизионе Сент-Китса.
Каннонир родился в Бастере и получил образование в средней школе Бастера. Он дебютировал в крикете первого класса за Подветренные острова в Кубке Басты 1995–96 годов и сыграл в общей сложности четыре раза в своём первом сезоне, включая победу своей команды над Тринидадом и Тобаго в финале соревнования. В 1996 году Каннонир получил стипендию в Университете Вест-Индии и впоследствии не играл за Подветренные острова до Red Stripe Bowl 1999–2000 гг. (соревнование с ограниченным количеством оверов). Сезон 2000–01 был его последним в составе «Ливардс», но в Кубке Ред-Стрип 2002–03 он представлял команду «Остальные Подветренные острова», которая в период существования команды Антигуа и Барбуды была отдельной командой. Последние матчи Каннонира по крикету на высоком уровне состоялись на соревнованиях Стэнфорд 20/20 в 2006 и 2008 годах, где он представлял национальную сборную Сент-Китса. Он так и не попал в национальную сборную Сент-Китса по футболу, но был капитаном своего клуба, «Ньютаун Юнайтед» из Бастера.
После окончания Университета Вест-Индии Каннонир некоторое время работал экономистом и статистиком в Восточно-Карибском центральном банке. В 2005 году он переехал в Соединённые Штаты, чтобы получить степень магистра по экономике развития в колледже Уильямса, штат Массачусетс. Позднее он получил вторую степень магистра в Университете штата Луизиана, где в конечном итоге получил докторскую степень. В настоящее время Каннонир является доцентом Университета Белмонт, штат Теннесси, и опубликовал статьи в области международной экономики, экономики здравоохранения и экономики спорта.